# 7. skupina
Mezi prvky 7. skupiny periodické tabulky prvků patří mangan (Mn), technecium (Tc), rhenium (Re) a bohrium (Bh). Tato skupina se také nazývá manganová skupina. Elektronová konfigurace valenční elektronové slupky je ns2 (n-1)d5.
Všechny prvky této skupiny patří mezi přechodné kovy a vytvářejí sloučeniny s velkou variabilitou oxidačního čísla (+II, +III, +IV, +V, +VI) a maximální dosažitelný oxidační stupeň je +VII. Mangan vykazuje nejstabilnější sloučeniny s oxidačními čísly +II, +IV a +VII. Kovy ve skupině mají podobné chemické vlastnosti, přičemž rhenium a technecium jsou si velmi podobné. Většina sloučenin těchto prvků je kovalentní.
Mangan je v přírodě poměrně rozšířený, ale radioaktivní technecium a rhenium jsou velmi vzácné. Bohrium se v přírodě nevyskytuje a vyrábí se pouze synteticky.
Mangan a rhenium mají technický význam jako složky slitin (zejména se železem) a také jako katalyzátory. Mangan se podílí na katalytických procesech enzymů v živých organismech.

## Vlastnosti
| Fyzikální vlastnosti |                  |                      |                      |         |
| Název                | Mangan           | Technecium           | Rhenium              | Bohrium |
| Bod tání             | 1519 K (1246 °C) | 2430 K (2157 °C)     | 3459 K (3186 °C)     | ?       |
| Bod varu             | 2334 K (2061 °C) | 5150 K (4877 °C)     | 5903 K (5630 °C)     | ?       |
| Hustota              | 7,21 g·cm−3      | 11 g·cm−3            | 21,02 g·cm−3         | ?       |
| Vzhled               | stříbřitě kovový | stříbrno-šedý kovový | stříbrno-šedý kovový | ?       |

## Etymologie
- Mangan (latinsky manganum) - byl považován za odrůdu magnetovce (magnes). Skláři mu dali název sklářské mýdlo podle jeho schopnosti odbarvovat železnaté sklo. Své nynější jméno dostal až roku 1774.
- Technecium - v roce 1937 se technecium (konkrétně izotop technecia-97) stalo prvním převážně uměle vyrobeným prvkem. Odtud jeho název z řeckého τεχνητός, technetos (od techné, česky řemeslo nebo umění).
- Rhenium (latinsky Rhenus) - dostalo svůj název podle řeky Rýn.
- Bohrium - dostalo název na počest dánského fyzika Nielse Bohra.

## Historie objevů

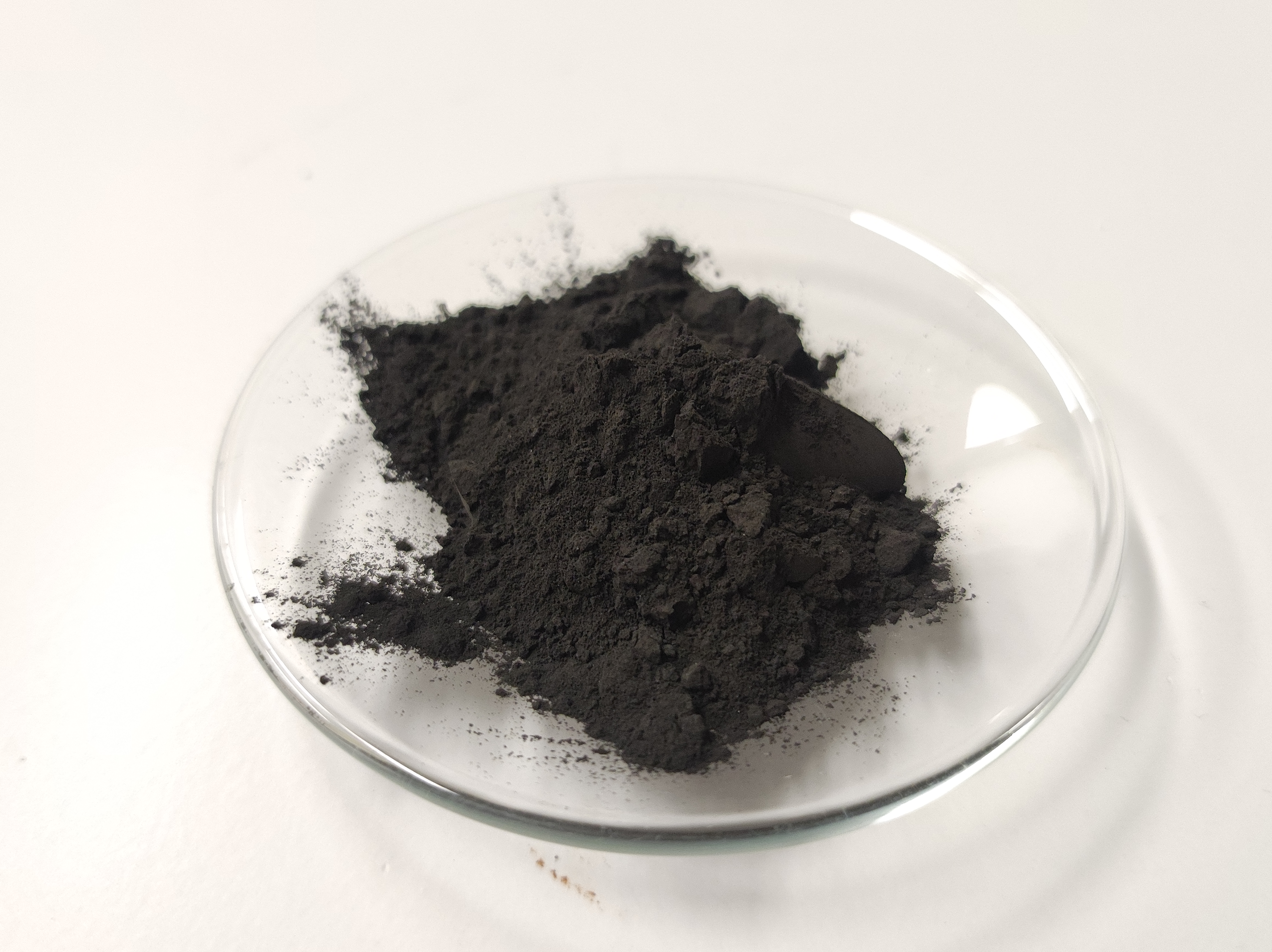
Burel - oxid manganičitý

- Burel - oxid manganičitýMangan - jedna ze sloučenin manganu, která se v přírodě hojně vyskytuje jeoxid manganičitý (burel, MnO2). Od pradávna se používal jako černý pigment. Pomocí tohoto pigmentu jsou například namalovány jeskynní malby ve francouzské obci Gargasu v departementu Haute-Garonne, které jsou staré až 30 000 let. Sloučeniny manganu byly používány také egyptskými a římskými skláři k odstranění barvy ze skla. Nazývaly se sklářské mýdlo a používaly se po celý středověk, například pro výrobu benátského skla ve 14. století. Názor, že je burel železnou rudou, se udržel až do poloviny 18. století. Myšlenku, že tato ruda musí obsahovat dosud neznámý kov potvrdil roku 1774 švédský chemik Carl W. Scheele, který předložil nezvratné důkazy Akademii věd ve Stockholmu. V témže roce izoloval Johan Gottlieb Gahn tento nový prvek při zahřívání burelu s dřevěným uhlím a olejem za vysoké teploty. V čisté podobě byl mangan vyroben teprve ve třicátých letech dvacátého století elektrolýzou roztoků manganatých solí.

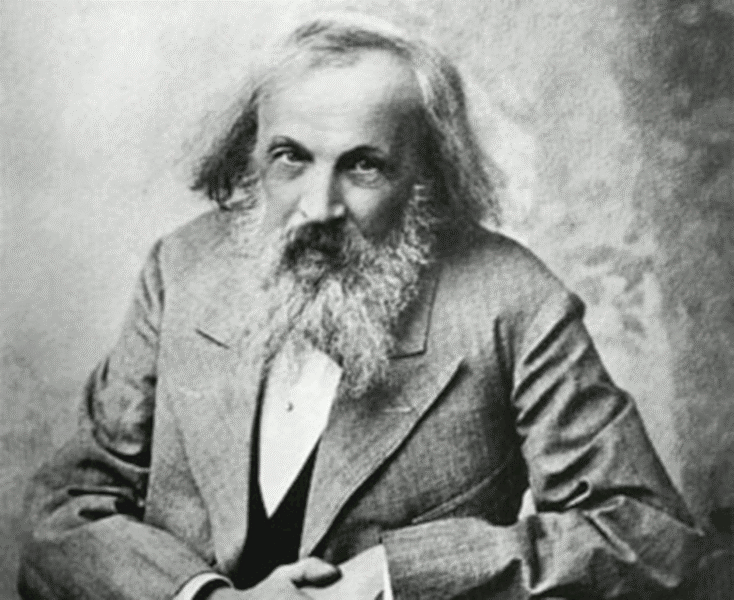
Dmitrij Ivanovič Mendělejev

- Dmitrij Ivanovič MendělejevRhenium bylo posledním objeveným prvkem této skupiny.  Existenci tohoto dosud neobjeveného prvku předpověděl Dmitrij Ivanovič Mendělejev (1834 - 1907). V roce 1914 získal další informace o tomto prvku Henry Moseley. V roce 1925 oznámili objev nového prvku v platinové rudě a v minerálu columbit Walter Noddack, Ida Noddacková a Otto Berg v Německu. Jeho využití narůstalo a v roce 1968 se odhadovalo, že 75 % kovového rhenia ve Spojených státech bylo použito pro výzkum a vývoj žáruvzdorných kovových slitin. Od té doby trvalo několik let, než se superslitiny začaly široce používat.
- Technecium - objev tohoto prvku byl potvrzen v roce 1937 Carlem Perrierem a Emiliem Gino Segrèm na univerzitě v Palermu na Sicílii. Segrè v roce 1936 přesvědčil vynálezce cyklotronu Ernesta Orlanda Lawrence, aby mu dovolil vzít si některé vyřazené součástky tohoto přístroje, které se staly radioaktivními. Lawrence mu poslal poštou molybdenovou fólii, která byla součástí deflektoru v cyklotronu. V tomto materiálu Segré objevil nový prvek technecium.

- Bohrium - první důkazy o existenci bohria byly uveřejněny v roce 1976 sovětským výzkumným týmem vedeným Jurijem Oganessianem, který bombardoval bismut-209 a olovo-208 urychlenými jádry chromu-54 a manganu-55 a domníval se, že objevil nový prvek. V roce 1981 německý výzkumný tým vedený Peterem Armbrusterem a Gottfriedem Münzenbergem v Helmholtzově centru pro výzkum těžkých iontů v Darmstadtu bombardoval terč bismutu-209 urychlenými jádry chromu-54 za vzniku 5 atomů izotopu bohria-262.

## Jednotlivé prvky

### Mangan

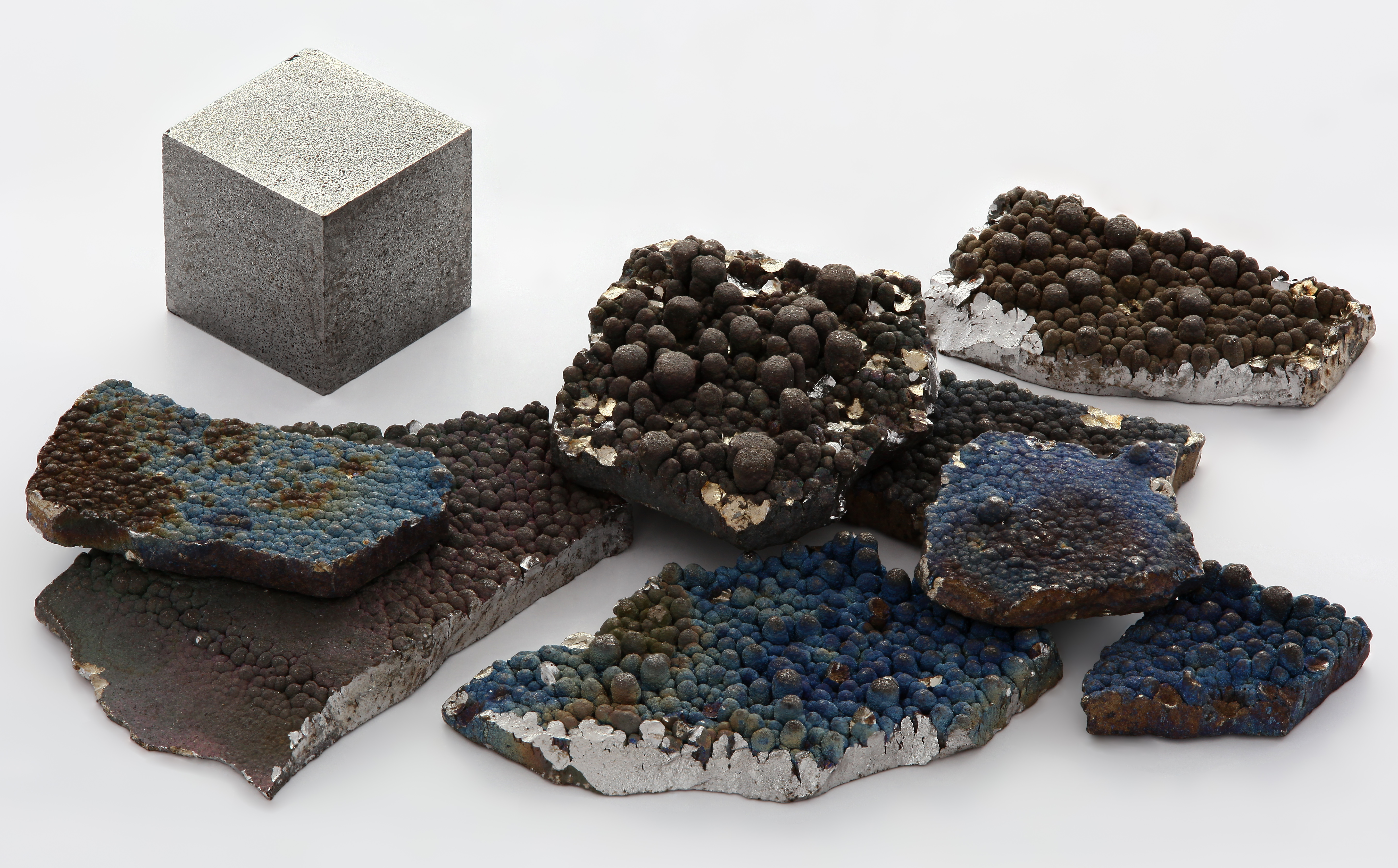
Mangan

Mangan je 12. nejhojnější prvek zemské kůry. Vyskytuje se především jako pyroluzit (MnO2), braunit (Mn2+Mn3+6)(SiO12), psilomelan (Ba,H2O)2Mn5O10 a v menší míře jako rodochrozit (MnCO3). Pozemní zdroje jsou velké, ale nepravidelně rozdělené. Asi 80 % známých světových zdrojů manganu se nachází v Jižní Africe. Další významná ložiska manganu jsou na Ukrajině, v Austrálii, Indii, Číně, Gabonu a Brazílii. Podle odhadu z roku 1973 leží na oceánském dně miliardy tun manganových sloučenin.
Pro výrobu feromanganu se manganová ruda mísí se železnou rudou a uhlíkem a poté se redukuje ve vysoké nebo v elektrické obloukové peci. Výsledný feromangan má obsah manganu 30 až 80 %. Používá se hlavně jako přísada k legování jiných feroslitin nebo jako dezoxidační přísada.

### Technecium

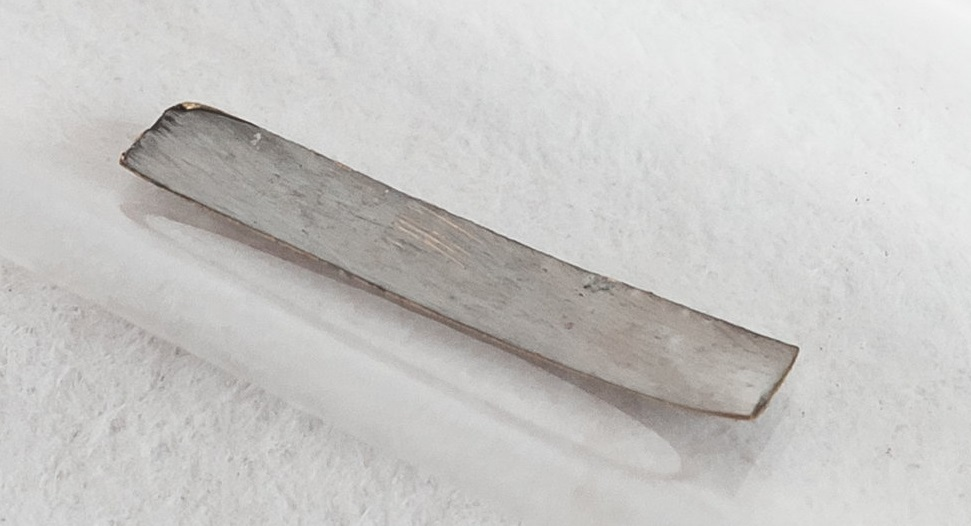
Technecium nanesené na zlaté fólii

Technecium bylo připraveno uměle bombardováním atomů molybdenu deuterony, které byly urychleny v cyklotronu. V zemské kůře se vyskytuje v nepatrných koncentracích, protože poločas rozpadu 97Tc a 98Tc je pouze 4,2 milionu let a od vzniku Země uplynulo více než tisíc takových období. Malá množství však existují jako spontánní štěpné produkty v uranových rudách.
Někteří vesmírní červení obři ve spektrálních typech S-, M- a N obsahují spektrální absorpční čáru indikující přítomnost technecia. Jsou proto označováni jako techneciové hvězdy.

### Rhenium

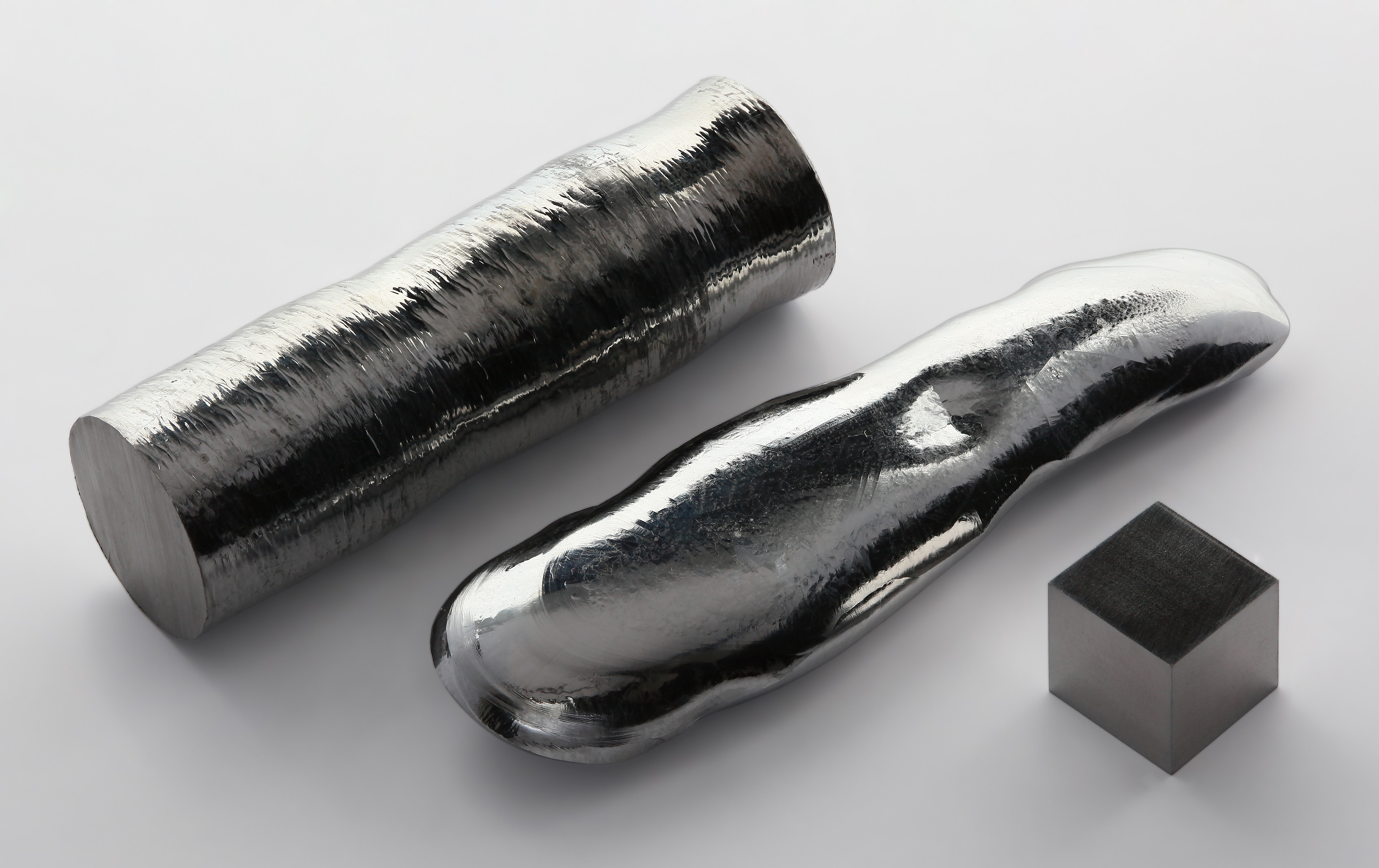
Rhenium

Rhenium je jedním z nejvzácnějších prvků v zemské kůře s průměrnou koncentrací 1 ppb. V přírodě se nenachází volné, ale vyskytuje se v minerálu molybdenitu a v ložiscích porfyru molybdenu, které obvykle obsahují 0,001 % až 0,2 % rhenia.
Největší světové zásoby rhenia má Chile a od roku 1997 je jeho hlavním producentem, následují Spojené státy, Peru a Polsko. Celková světová produkce se pohybuje mezi 40 a 50 tunami ročně. Sopka na ostrově Iturup na Kurilských ostrovech vypouští desítky kg rhenia ročně, většinou ve formě disulfidu. Tento vzácný minerál pojmenovaný rheniit má mezi sběrateli vysokou hodnotu.

### Bohrium
Bohrium je syntetický prvek, který se v přírodě nevyskytuje. Zatím bylo syntetizováno velmi málo atomů a kvůli jeho radioaktivitě byl proveden omezený výzkum jeho vlastností. Vzniká pouze v jaderných reaktorech a nikdy nebylo izolováno v čisté formě.